# Hệ thống điện ô tô
Cùng với sự phát triển của kỹ thuật, chiếc xe ngày nay ngày một tiện nghi và hiện đại hơn. Những phát triển gần đây trên ô tô chủ yếu liên quan đến phần điện. Trên một chiếc ô tô hiện đại, phần điện chiếm một phần đáng kể trong giá trị tổng thành của nó. Hệ thống điện và điện tử can thiệp vào gần như tất cả các hệ thống trên một chiếc xe, từ hệ thống đơn giản có từ lâu đời như khởi động, cung cấp điện, đánh lửa đến những hệ thống mới được nghiên cứu ứng dụng như phanh, lái, treo. Trong tương lai, chiếc xe được ví như một robot. Sau đây là liệt kê một số hệ thống điện và điện tử trên ô tô.
1. Hệ thống khởi động
2. Hệ thống nạp
3. Hệ thống điều khiển động cơ
4. Hệ thống chiếu sáng và tín hiệu
5. Hệ thống điện phụ: nâng kính, gạt nước, khóa cửa, điều khiển từ xa,...
6. Hệ thống điều khiển điều hòa không khí
7. Hệ thống phanh điều khiển điện tử
8. Hệ thống lái điện tử
9. Hệ thống mã hóa khóa động cơ và chống trộm
10. Hệ thống điều khiển xe điện
11. Hệ thống điều khiển xe hybrid
12. Hệ thống định vị toàn cầu GPS